# Apogon ocellicaudus
 Apogon ocellicaudus és una espècie de peix de la família dels apogònids i de l'ordre dels perciformes.

## Morfologia
Els mascles poden assolir els 5 cm de longitud total.

## Distribució geogràfica
Es troba a l'oest del Pacífic i a l'Índic.